# Łazduny 1
Łazduny 1 (biał. Лаздуны 1; ros. Лаздуны 1) – wieś na Białorusi, w rejonie iwiejskim obwodu grodzieńskiego, około 14 km na wschód od Iwia. Siedziba sielsowietu.

## Nazwa
W drugiej połowie XIX wieku około 5 km na północ od miasteczka Łazduny wybudowano pałac i duży park o nazwie Łazduny. W XX wieku wokół dworu rozrosła się wieś, również zwana Łazduny. Na wielu mapach z drugiej połowy XX wieku obie wsie nazywano różnie, np. Łazduny i Łazduny 1, Łazduny południowe i Łazduny północne. Obecnie Łazduny północne są większe, są siedzibą sielsowietu i noszą oficjalną nazwę Łazduny 1, a południowe, wieś licząca w 2009 roku 176 mieszkańców – Łazduny 2.

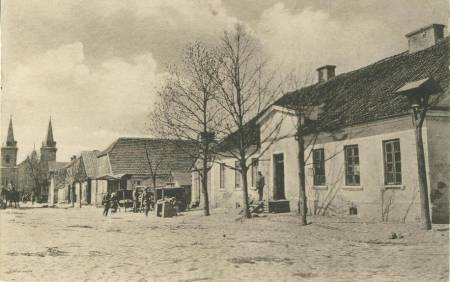
Łazduny w 1915 roku

## Historia
Dobra te zostały nadane w 1407 roku Janowi Moniwidowiczowi (lub jego ojcu Moniwidowi) przez ks. Witolda. Później przez wieki były dziedzictwem Radziwiłłów. Gospodarowali na nich, prawem zastawu, kolejno miejscowi mieszczanie, ale również, do 1787 roku – dominikanie z Poporcia, później biskup wileński Tomasz Ignacy Zienkowicz. W 1806 roku Dominik Hieronim Radziwiłł podarował Łazduny Józefowi Wołodkowiczowi (1765–1822), posłowi na Sejm Czteroletni, i jego żonie Karolinie z Brzostowskich. W 1810 (lub po 1817) roku majątek ten nabył od nich Samuel Wołk-Łaniewski (1759–?), który później podarował go swej wnuczce Weronice Wołk-Łaniewskiej (1823–1891) zamężnej za Oskarem Korwin-Milewskim (~1820–?). Ostatnim właścicielem majątku był ich syn Hipolit Milewski, który po I wojnie światowej sprzedał go na parcelację.
Po III rozbiorze Polski w 1795 roku Łazduny, wcześniej należące do powiatu oszmiańskiego województwa wileńskiego Rzeczypospolitej, znalazły się na terenie ujezdu oszmiańskiego guberni wileńskiej Imperium Rosyjskiego. Po ustabilizowaniu się granicy polsko-radzieckiej w 1921 roku Łazduny wróciły do Polski, znalazły się w gminie Ługomowicze w powiecie wołożyńskim województwa nowogródzkiego. Od 1945 roku – w ZSRR, od 1991 roku – na terenie Republiki Białorusi.
Na polach tutejszego majątku Naczelny Wódz Józef Piłsudski odznaczył Krzyżem Srebrnym Virtuti Militari chorągwie pułków piechoty 9 Dywizji Piechoty: 15, 22, 34 i 35 oraz trąbkę 9 pułku artylerii polowej.
W 1866 roku w miasteczku (obecne Łazduny 2) mieszkało 456 osób. W 1897 roku – 838 w miasteczku i 111 w folwarku. W II Rzeczypospolitej miejscowość straciła status miasteczka, w 1921 roku we wsi mieszkało 700 osób (698 katolików i 2 osoby wyznania prawosławnego), natomiast w folwarku – 213 osób (154 katolików, 48 prawosławnych i 1 osoba wyznania ewangelickiego). W 2009 roku w Łazdunach 1 mieszkało 840 osób.
Obecnie w Łazdunach 1 funkcjonują: szkoła średnia, przedszkole, przychodnia, biblioteka i dom kultury. Funkcjonował tu kołchoz imienia Siergieja Kirowa. W centrum wsi, w pobliżu budynku dyrekcji kołchozu, stoi odsłonięty w 1978 roku pomnik-popiersie Kirowa. Główna ulica wsi również nosi jego imię.

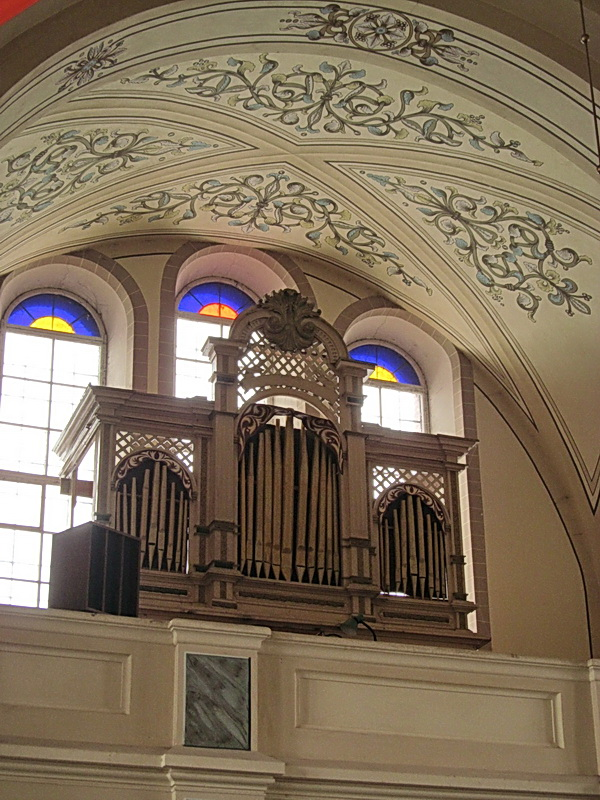
Organy w kościele (2013)

## Kościół św. Szymona i św. Tadeusza
W 1744 (albo 1772) roku staraniem biskupa Zienkowicza wzniesiono tu drewniany kościół pw. św. Szymona Judy i św. Anny. Samuel Wołk-Łaniewski odbudował go w 1852 roku (albo Oskar Milewski w 1859 roku). Obecnie stojący kościół pw. św. Szymona i św. Tadeusza został wzniesiony w latach 1904–1910 z kamienia i cegły. Nie jest otynkowany. Jest to dwuwieżowa i trzynawowa konstrukcja z pięciokątną apsydą.
Kościół jest zabytkiem „pomnikiem stylu pseudoromańskiego”.

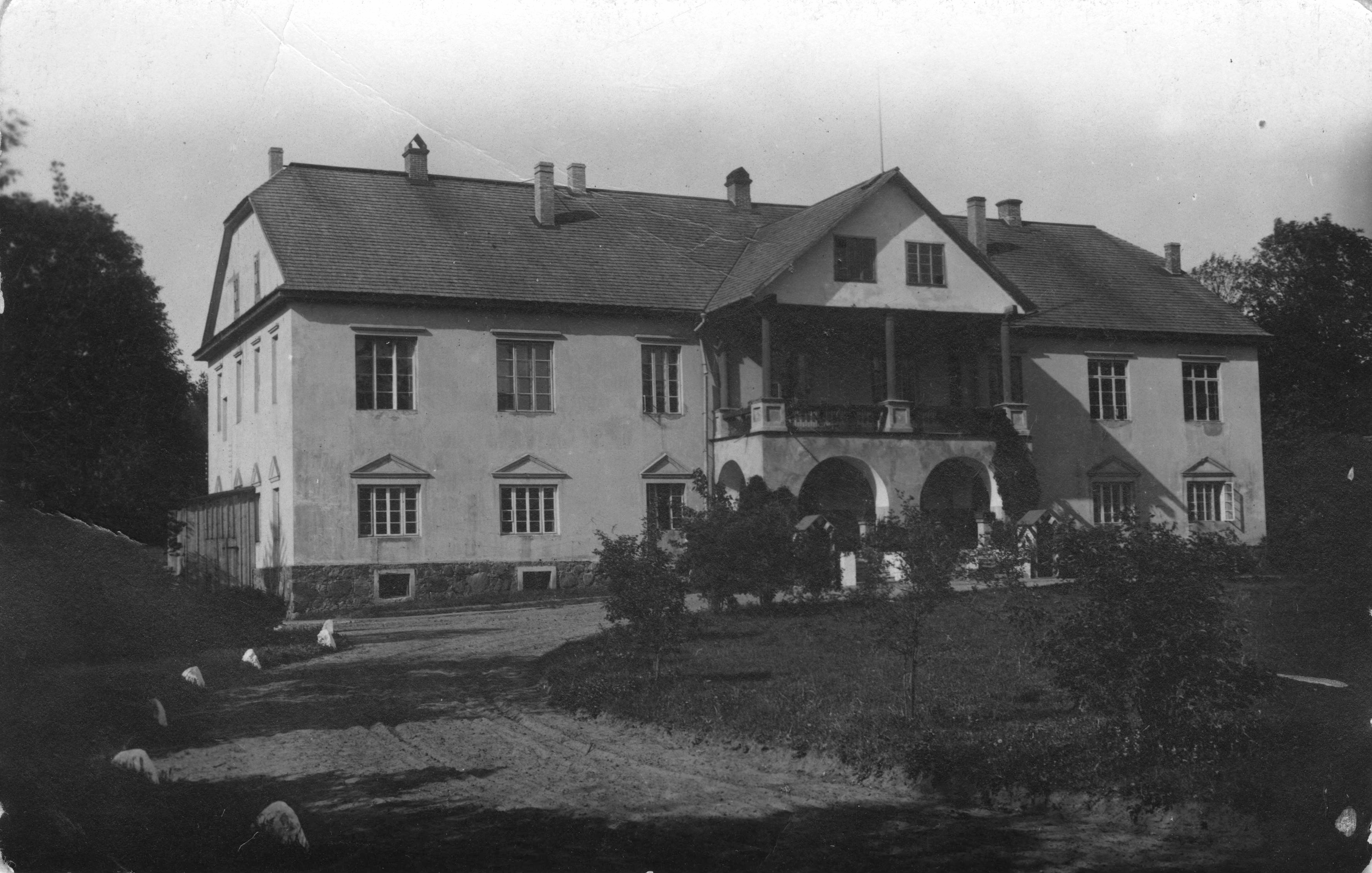
Pałac w 1925 roku

## Nieistniejący pałac
Przed 1860 rokiem istniał tu jedynie dom administratora dóbr. Oskar Korwin-Milewski rozpoczął w tym roku budowę pałacu. Wybuch powstania styczniowego wstrzymał budowę, dokończoną dopiero około 1880 roku przez jego syna, Hipolita. Był to budynek dwukondygnacyjny, ośmioosiowy, stojący na wysokiej podmurówce na planie prostokąta. Był przykryty płaskim dachem naczółkowym pokrytym blachą. Środkowe dwie osie były poprzedzone głębokim portykiem z dwiema szerokimi arkadami od czoła i dwiema z boków. Wspierał się na nich taras i trzy smukłe kolumny oraz dwie półkolumny podpierające facjatkę. Od strony ogrodu do domu przylegały dwie symetrycznie rozmieszczone cylindryczne wieże-baszty przykryte stożkowymi dachami. Wewnątrz była m.in. cenna biblioteka.
Obok stał lamus o ciekawej architekturze ośmiokątnej, dwukondygnacyjnej wieży z galeryjką na piętrze.
Żona Hipolita, Kazimiera z Hołyńskich zadbała o urządzenie obszernego parku wokół pałacu. Rosło tam wiele gatunków egzotycznych drzew i krzewów.
W czasie I wojny światowej pałac został rozgrabiony i częściowo spalony. W dwudziestoleciu międzywojennym budynek służył jako szkoła rolnicza. Obecnie z pałacu pozostała jedynie ruina jego fundamentu. Zachowały się również resztki parku.
Majątek Łazduny został opisany w 4. tomie Dziejów rezydencji na dawnych kresach Rzeczypospolitej Romana Aftanazego.